# 威廉·洛卜克
威廉·洛卜克（德語：Wilhelm Röpke，1899年10月10日—1966年2月12日），生於德國施瓦姆施泰特，經濟學教授，他的思想影響了德國社会市场经济。

## 生平
洛卜克生於德國，在年青時，受到社會主義影響，之後受到奧地利學派路德維希·馮·米塞斯的啟發。1933年，因為反對德國納粹黨執政，全家移居土耳其伊斯坦堡。
1937年，接受瑞士日内瓦高级国际关系及发展学院的教職，移居瑞士。